# 雪組 (寶塚歌劇團)

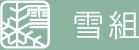
雪組

雪組（ゆきぐみ）是寶塚歌劇團的第三個組，組的代表色早期為白色，現為綠色。

## 雪組特色
創立於1924年，宝塚大劇場開場之際。戰後，以春日野八千代為中心，以擅長日本舞、日本傳統戲劇的人材輩出著稱，舞台藝風端正，擁有「日本物之雪」的美名。雪組的日舞名取人數比率一直名列五組之首，僅次於專科。歷代主演男役與組員中不少是以歌唱或演技見長。
21世紀後也有幾位以舞蹈為賣點的主演男役，為傳統的日本物之雪添加了新的魅力。近年來受到好評的群舞也逐漸成為雪組新的特色之一。大多演出傳統和風的劇目，例如「忠臣藏」、「仁者俠醫(JIN-仁-)」、「一夢庵風流記 前田慶次」、「るろうに剣心 (浪客劍心)」皆為其成功的代表。

## 雪組目前編制
主演男役為朝美絢、主演娘役為夢白あや。
二番手男役為瀬央ゆりあ。
組長為奏乃はると、副組長為透真かずき。 
其他重要演員有音彩唯、蒼波黎也、紀城ゆりや、愛空みなみ、華世京、華純沙那、白綺華、星沢ありさ、苑利香輝等(2025年2月現狀)

## 歴代主演男役
- 高峰妙子（1927年退團）
- 雪野富士子（1934年退團）
- 初音麗子（1935年〜1945年雪組組長，1945年退團）
- 春日野八千代(1936年〜1938年異動至星組，1939年〜1950年異動至花組，1940〜1945年擔任雪組副組長，1945年〜1950年擔任雪組組長，1950年異動至新成立的演藝專科，2012年在團逝世)
- 明石照子（1962年退團）
- 眞帆志ぶき（1970年異動至專科、1975年退團）
- 郷ちぐさ&汀夏子（1970年5月9日?～1972年10月31日）
- 汀夏子（1972年11月1日～1980年8月1日）
- 麻実れい（1980年8月2日～1985年4月30日）
- 平みち（1985年5月1日～1988年11月29日）
- 杜けあき（1988年11月30日～1993年3月31日）
- 一路真輝（1993年4月1日～1996年6月30日）
- 高嶺ふぶき（1996年7月1日～1997年7月30日）
- 轟悠（1997年7月31日～2002年2月11日）之後異動至専科，2021年10月1日退團
- 絵麻緒ゆう（2002年2月12日～2002年9月23日）
- 朝海光（2002年9月24日～2006年12月24日）
- 水夏希（2006年12月25日～2010年9月12日）
- 音月桂（2010年9月13日～2012年12月24日）
- 壯一帆（2012年12月25日～2014年8月31日）
- 早霧せいな（2014年9月1日～2017年7月23日）
- 望海風斗（2017年7月24日～2021年4月11日）
- 彩風咲奈（2021年4月12日～2024年10月13日）
- 朝美絢（2024年10月14日～）

## 歴代主演娘役
- 御垣悅子（1930年退團）
- 紅千鶴(第一代)（1933年退團）
- 櫻町公子（1944年退團）
- 深緑夏代（1955年退團）
- 乙羽信子（1950年退團）
- 東郷晴子（1951年左右）
- 新珠三千代（1952年左右）
- 浜木綿子（1956年〜1960年主要擔任雪組公演的主演娘役，1961年退團）
- 加茂さくら（1961年～1968年）
- 大原ますみ（1968年9月28日?～1970年5月8日?，之後轉任星組主演娘役）
- 摩耶明美&高宮沙千（1970年5月9日?～1974年3月30日?）
- 高宮沙千（1974年3月31日?～1976年4月5日）
- 東千晃（1976年10月1日～1979年3月25日?。1979年3月26日?轉任星組主演娘役）
  - 沒有固定主演娘役（1979年3月26日?〜1980年4月7日?）
- 遥くらら（1980年4月8日?〜1984年7月30日）
  - 沒有固定主演娘役（1984年7月31日〜1985年4月30日）
- 神奈美帆（1985年5月1日～1988年11月29日）
- 鮎ゆうき（1988年11月30日～1991年12月26日）
- 紫とも（1991年12月27日～1994年3月28日）
- 花總まり（1994年3月29日～1997年12月31日轉任宙組主演娘役）
- 月影瞳（1998年1月1日～2002年2月11日）
- 紺野まひる（2002年2月12日～2002年9月23日）
- 舞風りら（2002年9月24日～2006年12月24日）
- 白羽ゆり（2006年12月25日～2009年5月31日）
- 愛原実花（2009年6月1日～2010年9月12日）
  - 沒有固定主演娘役（2010年9月13日〜2011年3月23日）
- 舞羽美海（2011年3月24日～2012年12月24日）
- 愛加あゆ（2012年12月25日～2014年8月31日）
- 咲妃みゆ（2014年9月1日～2017年7月23日）
- 真彩希帆 （2017年7月24日～2021年4月11日）
- （2021年4月12日～2022年12月25日）
- 夢白あや （2022年12月26日～）

## 其他

### 雪組出身在他組擔任主演者
依組順排列

#### 男役
- 安奈淳(星、花)、順みつき（花）、大浦みずき（花）、永久輝せあ（花）大滝子（月）、月城かなと（月）、安蘭けい（星）、和央ようか（宙）、貴城けい（宙）、凰稀かなめ（宙）

#### 娘役
- 純名里沙（花）、五條愛川（月）、渚あき（星）、潤花（宙）

### 其他雪組出身OG
- 月丘夢路（1943年退團）- 已過世，為日本知名女演員。
- 南風洋子（1953年）- 已過世，日本舞台劇及日劇女演員。
- 葛城七穂（1997年退團）- 現為聲優。
- 愛田芽久（2002年退團）- 現為舞蹈老師。
- 神月茜（2004年退團） - 現為歌手。岡本茜、另以Akane Liv為名於樂團LIV MOON擔任主唱一職。
- 湖条千秋（1979年退團） - 現為女演員、妹妹為原星組娘役TOP湖条れいか。
- 毬谷友子（1985年退團）- 寶塚音樂學校史上最高畢業成績紀錄保持者，現為女演員，表妹是前雪組男役TOP絵麻緒ゆう。
- 北原遥子（1984年退團）- 退團後即以女演員的身分活躍於螢光幕前，但不幸於1985年日本航空123號班機空難中罹難死亡。
- 朝霧舞（1994年退團） - 退團後與歐力士野牛隊打擊教練(當時為內野手)小川博文結婚。
- 宝樹彩（1997年退團）- 現為編舞家。
- 楓沙樹（2002年退團）-　現為瑜珈指導者。
- 汐美真帆（2004年退團）- 現為瑜珈指導者。
- 珠希かほ（2000年退團） - 退團後隨即與尾上松綠_(第四代)結婚，2016年離婚，兒子為歌舞伎演員第三代尾上左近。
- 舞坂ゆき子（2002年退團）- 歌手坂本九之女。現為歌手。
- 大月さゆ（2010年退團）- 現為女演員。
- 彩吹真央（2010年退團）- 雪組二番男役退團。現為女演員。
- 未來優希（2010年退團）- 現為舞台演員。
- 緒月遠麻（2015年退團）- 現為舞台演員。
- 大湖せしる（2016年退團）-現為舞台演員。
- 蓮城まこと（2016年退團）- 現為舞台演員。
- 沙央くらま（2017年退團）- 現為舞台演員。
- 彩凪翔 （2021年退團）- 現為舞台演員。
- 星南のぞみ（2021年退團）- 現為女演員。
- 有沙瞳 （2023年退團）- 現為舞台演員。

## 外部連結
- 寶塚歌劇團雪組 Star File （页面存档备份，存于）（日語）
- 寶塚歌劇團中文公式網頁 （页面存档备份，存于）
- 寶塚歌劇團公式網頁 （页面存档备份，存于）（日語）